# Sheridan (Arkansas)
Sheridan város az USA Arkansas államában, Grant megyében, melynek megyeszékhelye is. Lakosainak száma 4920 fő (2020. április 1.).

## Népesség
A település népességének változása:
| Lakosok száma | 42   | 3872 | 4603 | 4920 |
|               | 1880 | 2000 | 2010 | 2020 |